# 水橋研二
水橋 研二（みずはし けんじ、1975年1月13日 - ）は日本の俳優。東京都出身。スターダストプロモーション制作1部所属。

## 略歴
東京都立光丘高等学校卒業。高校卒業後は美容専門学校に通っていた。
映画の制作を手伝っていた友人に誘われ、1996年に『33 1/3 r.p.m.』の主演で俳優デビューとなる。以降は映画を中心にオリジナルビデオやテレビドラマ、テレビCMにも多く出演。
2012年末にヴィズミックを退社、2013年1月15日よりスターダストプロモーションに所属している。

## 出演

### 映画
- 33 1/3r.p.m.（1996年） - 木元 役
- ぬるぬる燗燗（1996年） - 見習い・新三 役
- 嗚呼!!花の応援団（1996年） - 富山一美 役
- タイム・リープ（1997年）
- Lie Lie Lie（1997年）
- やわらかい肌（1998年）
- 富江（1999年） - 山本武史 役
- 月光の囁き（1999年） - 日高拓也 役
- クロスファイア （2000年）
- 回路（2001年）
- ムルデカ17805（2001年） - 川村通訳 役
- 天国から来た男たち（2001年） - フィリピン太郎 役
- ゴジラ・モスラ・キングギドラ 大怪獣総攻撃（2001年） - 講義を聞く兵士 役[3]
- 宿 YADO 月夜野村山姥伝説（2002年）
- 竜二Forever（2002年） - 辻孝史 役
- みつかるまで（2002年） - 小高哲史 役
- 多摩川少女戦争（2002年） - 警官 役
- PERFECT BLUE 夢なら醒めて……（2002年）
- ロックンロールミシン（2002年） - カツオ 役
- 八月の幻（2002年） - 北川マモル 役
- 17才（2002年） - ケンヂ 役
- 13階段（2003年） - 佐村恭介 役
- ター坊、君は悪魔だよ（2003年）
- 新・刑事（デカ）まつり〜一発大逆転〜 「リハビリ刑事」（2003年、ショートムービー）
- アイノカラダ（2003年） - 広田 役
- 自殺マニュアル（2003年） - 橘悠 役
- ファインダーの女（2003年、ショートムービー）
- ストロベリーフィールド（2003年、ショートムービー）
- Seventh Anniversary（2003年） - 潤 役
- サル（2003年） - 福家稔 役
- 六悪党（2003年、ショートムービー）
- 油断大敵（2004年） - 城谷刑事 役
- クイール（2004年） - 酒井雄一 役
- Jam Films2「HOOPS MEN SOUL」（2004年、ショートムービー）
- 稲妻ルーシー（2004年） - フランキー 役
- 茶の味（2004年） - 星野マキ 役
- くりいむレモン（2004年） - 野々村ヒロシ 役
- NIGHT LOVERS TOKYO NOIR（2004年）
- キスとキズ（2004年） - コンビニ店員・桜井 役
- 青い車（2004年） - ミキモト 役
- 二人の青春バルコニー（2004年、ショートムービー）
- クリスマス・クリスマス（2004年） - 曽加部亀吉 役
- L'amant ラマン（2004年） - 映画館の男 役
- カナリア（2005年） - ジュナーナ 役
- 富江 BEGINNING（2005年） - 山本健一 役
- 戦国自衛隊1549（2005年） - 木下 役
- 亀は意外と速く泳ぐ（2005年） - 白バイ警官 役
- インディアンサマー（2005年） - 道哉 役
- ジーナ・K（2005年）
- TWO LOVE〜二つの愛の物語〜「キャッチボール」（2006年） - 運転手 役
- ナイスの森〜The First Contact〜「酒でも飲みますか」（2006年） - 水橋くん 役
- Colors（2006年）
- キャッチボール屋（2006年） - 借金取り 役
- シルバー假面（2006年） - 平井太郎（のちの江戸川乱歩）役
- 恋する日曜日（2006年） - 梶原一樹 役
- コンナオトナノオンナノコ（2007年） - 中野淳一 役
- 銀色のシーズン（2008年） - 三波豊 役
- 愛流通センター（2008年） - 稲羽兎 役
- むずかしい恋（2008年） - 南アキラ 役
- 魔法遣いに大切なこと（2008年） - 森下魔法士 役
- オンナゴコロ（2009年） - トミー 役
- 美代子阿佐ヶ谷気分（2009年） - 安部愼一 役
- 28 1/2 妄想の巨人（2010年）
- 吉祥寺の朝日奈くん（2011年） - 朝日奈良一 役
- 孤独な惑星（2011年）
- 紙風船「命を弄ぶ男ふたり」（2011年） - 島田雅人 役
- つやのよる ある愛に関わった、女たちの物語（2013年） - 橋川康太 役
- ユダ（2013年） - 名輪 役
- サンゴレンジャー（2013年） - 平田浩二 役
- ハーメルン（2013年）
- はらはらなのか。（2017年） - オオヤギ 役
- ジョジョの奇妙な冒険 ダイヤモンドは砕けない 第一章（2017年） - 虹村父（虹村万作） 役
- イマジネーションゲーム（2018年）[7]
- ニワトリ★スター（2018年3月17日） - プロデューサー 役
- 殺人鬼を飼う女（2019年） - 田島冬樹 役
- 暁闇（2019年） - コウの父 役[8]
- 劇場版 おっさんずラブ 〜LOVE or DEAD〜（2019年） - 朱宇航 役
- カゾクデッサン（2020年） - 主演・水元剛太 役[9]
- トリカゴ（2020年公開予定） - 主演
- リトル・サブカル・ウォーズ〜ヴィレヴァン!の逆襲〜[10]（2020年10月23日公開予定） - 与田義隆 役
- 滑走路（2020年11月20日） - 拓己 役[11]
- モルエラニの霧の中（2021年2月6日） - 水野圭一 役
- 極主夫道 ザ・シネマ（2022年6月3日） - 遠野誠 役[12][13][14]
- 島守の塔（2022年7月22日）‐ 八原博通（陸軍大佐・第三十二軍高級参謀）役
- アキラとあきら（2022年8月26日） - 産業中央銀行福島支店行員 役
- ゴジラ-1.0（2023年11月3日)
- 青春ゲシュタルト崩壊（2025年6月13日） - 桑野仁 役[15][16]

### アニメーション映画
- 秒速5センチメートル（2007年） - 遠野貴樹 役[17]

### テレビドラマ

#### 1990年代 - 2000年代
- 金曜時代劇 新・半七捕物帳「唐人飴」（1997年6月6日放送予定、NHK総合） ※未放送[注 1]
- 家政婦は見た! 第10話（1997年12月、テレビ朝日） - 山口康次郎
- 大河ドラマ 徳川慶喜 （1998年、NHK） - 徳川家茂 役
- 水の中の八月 （1998年3月、ハイビジョン試験放送） - 平山健治 役
- 七瀬ふたたび（1998年4月 - 7月、テレビ東京） - 醍醐満 役
- ランデヴー 第4話（1998年7月、TBS） - ヒデオ 役
- プリティーモンキー 第2話（1998年7月、テレビ朝日）
- 必要のない人（1998年10月 - 12月、NHK） - 敏雄 役
- はみだし刑事情熱系（テレビ朝日）
  - Part3 第19話（1999年2月17日） - 島岡洋平 役
  - Part5 第16話（2001年1月31日） - 相馬弘人 役
- ニュースキャスター 霞涼子 第7話（1999年2月、テレビ朝日） - 喜多川一真 役
- 月曜ドラマスペシャル 万引きGメン・二階堂雪3「虚栄心」（1999年6月、TBS） - 宗像守 役
- 京都始末屋事件ファイル（1999年7月 - 9月、テレビ朝日） - 東出新 役
- 日曜日は終わらない（1999年10月、ハイビジョン試験放送） - 主演・一也 役
- オアシス（2000年1月10日、NHK）
- 火曜サスペンス劇場 女検事・霞夕子15「知らなかった」（2000年2月1日、日本テレビ） - 真鍋信次 役
- 土曜ワイド劇場 新・赤かぶ検事奮戦記11（2000年7月、テレビ朝日） - 清水和夫 役
- 土曜ワイド劇場 新・女弁護士 朝吹里矢子7「嘱託殺人の罠」（2000年9月2日、テレビ朝日） - 牛島哲平 役
- 京都迷宮案内3 第12話（2001年5月、テレビ朝日） - 塚田健二 役
- R-17 第5 - 6話（2001年5月、テレビ朝日） - 清水達也 役
- 非婚家族（2001年7月 - 9月、フジテレビ）
- 水曜日の情事（2001年10月 - 12月、フジテレビ）
- 火曜サスペンス劇場 臨床心理士4（2001年10月、日本テレビ）
- ドラマDモード 彼女たちの獣医学入門 北海道・江別市（2002年2月、NHK）
- カノン（2002年1月、WOWOW）
- 衛星ドラマ劇場 ビタミンF（2002年7月、NHK BS2） - 健治 役
- ノースポイント 第2回「フレンズ」（2003年2月2日、北海道文化放送） - 千石剛 役
- 怪談新耳袋（2003年2月、BS-i）
  - 第七話「エレベーター」
  - 第七十二話「待ち時間」
- HTBスペシャルドラマ そして明日から（2003年8月30日、北海道テレビ放送） - 吉岡次郎 役
- 永遠の恋物語　阿部定と吉蔵（2004年2月6日、朝日放送） - 書記 役
- 恋する日曜日セカンドシリーズ 第8話「僕の部屋から」（2005年5月22日、BS-i） - 梶原一樹 役
  - 恋する日曜日セカンドシリーズ 第20 - 22話「君が僕を知ってる」（2005年8月）
- 愛の道 チャイナロード（2005年10月 - 12月、BS-i） - 谷本健太郎 役
- 次郎長背負い富士（2006年6月 - 8月、NHK） - 小政 役
- 37℃ 〜日本の恋愛温度を1℃上げよう!〜（2006年7月、読売テレビ）
- 陽炎の辻〜居眠り磐音 江戸双紙〜 第3話（2007年8月、NHK） - 史吉 役
- 週刊 赤川次郎 第7話 - 13話「青春の決算」（2007年8月 - 9月、テレビ東京） - 田ノ倉 役
- ワタシ2.1（2007年9月、関西テレビ）
- 新・科捜研の女4 Season8 第6話「狙われたマリコ！忍び寄る爆弾魔の影!!」（2008年5月29日、テレビ朝日） - 青木昌良 役
- 7人の女弁護士 第2シリーズ 第9話（2008年6月、テレビ朝日） - 池内憲之 役
- 仮面ライダーキバ 第23・24話（2008年7月、テレビ朝日） - 竹内伸二 役
- 音女 第72話「流されるオトメ」（2008年8月、テレビ朝日）
- 世にも奇妙な物語 '08秋の特別編 「ボディレンタル」（2008年9月、フジテレビ）
- 主水之助七番勝負〜徳川風雲録外伝〜 第2話（2008年10月、テレビ東京） - 班平 役
- 土曜プレミアム これでいいのだ!! 赤塚不二夫伝説（2008年11月、フジテレビ） - ドラマパート・赤塚不二夫 役
- 相棒 season7 第6話「希望の終盤」（2008年11月26日、テレビ朝日） - 西片幸男 役
- 新・警視庁捜査一課9係 第7話「アロマ殺人事件」（2009年8月19日、テレビ朝日）
- 救命病棟24時 第4シリーズ 第6話（2009年9月15日、フジテレビ） - 浅越守

#### 2010年代
- 中学生日記「月を歩く少女」（2010年3月6日、NHK Eテレ）
- 土曜プレミアム 刑事・鳴沢了〜史上最悪の24時間〜（2010年5月29日、フジテレビ） - 神田保 役
- 連続テレビ小説 ゲゲゲの女房（2010年度上半期、NHK） - 税務署員 役
- 東京リトル・ラブ セカンドシーズン（2010年6月 - 8月、フジテレビ） - 佐野博 役
- 満福少女ドラゴネット 第6話「霧の中の少年！」（2010年8月7日、テレビ神奈川 ほか） - 三笠 役
- 医龍-Team Medical Dragon-3 第9話（2010年12月9日、フジテレビ） - 北見正 役
- NHKスペシャル 未解決事件（NHK）
  - File.01 グリコ・森永事件（2011年7月29・30日） - 福良純一 役
  - File.02 オウム真理教・17年目の真実（2012年5月26日） - 岡崎（佐伯）一明 役
- デカワンコ 第2話（2011年1月、日本テレビ） - 大林孝 役
- CONTROL〜犯罪心理捜査〜 第7話（2011年2月、フジテレビ） - 青柳秀一 役
- 示談交渉人 ゴタ消し 第12話（2011年3月、日本テレビ） - 一条康介 役
- 金曜プレステージ 監察医七浦小夜子・法医学者の事件プロファイル（2011年4月、フジテレビ）
- 名前をなくした女神（2011年4月 - 6月、フジテレビ） - 相原 役
- 絶対零度〜特殊犯罪潜入捜査〜 第3話（2011年7月、フジテレビ） - 三木悟 役
- HUNTER〜その女たち、賞金稼ぎ〜 第1話（2011年10月、フジテレビ） - 山本康夫 役
- 謎解きはディナーのあとで 第3話（2011年11月、フジテレビ） - 野崎伸一 役
- DOCTORS〜最強の名医〜 第7,8話（2011年12月8,15日、テレビ朝日） - 高杉 誠 役
- 贖罪 第2話（2012年1月、WOWOW） - 田辺先生 役
- ラッキーセブン 第1話（2012年1月、フジテレビ） - 松浦拓巳 役
- 運命の人 第4話（2012年2月、TBS） - 藪谷哲司 役
- 生涯ライバル 〜兄長門裕之×弟津川雅彦〜（2012年4月15日、NHK BSプレミアム） - 長門裕之 役
- 水曜ミステリー9 嘘の証明 犯罪心理分析官・梶原圭子（2012年5月9日、テレビ東京） - 小山田郁夫 役
  - 嘘の証明 犯罪心理分析官・梶原圭子2（2013年1月9日）
- 最後のカチンコ 〜新藤兼人・乙羽信子〜（2012年10月14日、NHK BSプレミアム） - ナレーション 担当
- 連続テレビ小説 純と愛 第21週 - （2012年度下半期・2013年2月 - 、NHK） - 水田寬治 役
- Dearママ（2012年12月23日、フジテレビ）
- 佐藤家の朝食、鈴木家の夕食（2013年1月28日、BSジャパン）
- たべものがたり 彼女のこんだて帖 第2話「ストライキ中のミートボールシチュー」（2013年2月17日、NHK BSプレミアム） - 工藤衿の夫 役
- カウンターのふたり シーズン2 第18話（2013年3月1日、TwellV） - 松崎祥太 役
- 月曜ゴールデン 刑事シュート しゅうと&ムコの事件日誌4（2013年4月1日、TBS） - 井原正彦 役
- 土曜ドラマ ご縁ハンター 最終話（2013年4月27日、NHK） - 三谷伸治 役
- 牙狼-GARO- 〜闇を照らす者〜 第7話（2013年5月17日、テレビ東京） - 白浪秀行 役
- 空飛ぶ広報室（2013年4月、TBS） - 加藤役（テレビ報道局「Newsピープル」担当ディレクター）
- 秋のスペシャルドラマ企画 花の鎖（2013年9月17日、フジテレビ） - 前田明生 役
- ダンダリン 労働基準監督官（2013年10月 - 12月、日本テレビ） - 温田祐二 役
- 松本清張二夜連続ドラマスペシャル 昭和の二大未解決事件 松本清張 黒い福音〜国際線スチュワーデス殺人事件〜（2014年1月19日、テレビ朝日） - 古川 役
- 戦力外捜査官 第3話（2014年1月25日、日本テレビ） - 桜庭貴光 役
- 土曜ワイド劇場 スペシャリスト2（2014年3月8日、テレビ朝日） - 花園孝弘 役
  - 土曜ワイド劇場 スペシャリスト3（2015年2月28日）
- ドラマW 埋もれる（2014年3月16日、WOWOW） - 加藤稔 役
- 隠蔽捜査 第10話（2014年3月17日、TBS） - 島村明彦役
- 匿名探偵2 第1話「探偵と夢にまでみた女」（2014年7月4日、テレビ朝日） - 社長秘書 川村 役
- スペシャルドラマ キャビンアテンダント刑事〜ニューヨーク殺人事件〜（2014年7月7日、フジテレビ） - 大竹ヒロト 役
- ペテロの葬列（2014年7月 - 9月、TBS） - 高越勝巳 役
- 土曜ドラマ ダークスーツ（2014年11月 - 12月、NHK） - 島田孝彦 役
- 私たちがプロポーズされないのには、101の理由があってだな 第9話（2015年1月6日、LaLa TV） - 京平 役
- ゴーストライター（2015年1月 - 3月、フジテレビ） - 坪田智行 役
- 赤と黒のゲキジョースペシャルドラマ 上流階級〜富久丸百貨店外商部〜（2015年1月16日、フジテレビ） - 松村聡 役
- ドラマスペシャル 復讐法廷（2015年2月7日、テレビ朝日） - 湯浅警部補 役
- 医師たちの恋愛事情（2015年4月 - 6月、フジテレビ） - 市川聡 役
- 土曜ワイド劇場　刑事 犬養隼人（2015年4月18日、テレビ朝日） - 兵頭晋一 役
  - 土曜プライム　刑事 犬養隼人2（2016年9月24日、テレビ朝日） - 兵頭晋一 役
- 神谷玄次郎捕物控2 第4話（2015年4月24日、NHK BSプレミアム） - 絲吉 役
- 特集ドラマ 紅雲町珈琲屋こよみ（2015年4月29日、NHK）
- 水曜ミステリー9 小杉健治サスペンス・保身（2015年7月1日、テレビ東京） - 須崎貴史 役
- アカギ（2015年7月17日 - 9月18日、BSスカパー!） - 山中 役
- 石の繭 殺人分析班（2015年8月 - 9月、WOWOW） - 八木沼孝明 役
  - 悪の波動 殺人分析班スピンオフ 第1話・最終話（2019年10月6日・11月3日、WOWOW） - 八木沼孝明 役
- 破裂（2015年10月 - 11月、NHK） - 芹沢直 役
- エンジェル・ハート 第7話（2015年11月22日、日本テレビ） - 茅野英介 役
- 世にも奇妙な物語 25周年記念!秋の2週連続SP 映画監督編「箱」（2015年11月28日、フジテレビ） - 110番の声 役
- 大河ドラマ 真田丸（2016年、NHK） - フランシスコ吉 役
- 連続テレビ小説 とと姉ちゃん（2016年度上半期、NHK） - 岸野英隆 役
- ドラマ10 愛おしくて（2016年1月 - 3月、NHK） - 佐橋京平 役
- 三屋清左衛門残日録 登場篇（2016年2月6日、BSフジ） - 藤川金吾 役
- マネーの天使〜あなたのお金、取り戻します!〜 第7話（2016年2月18日、読売テレビ） - 大塚真介 役
- 警視庁捜査一課9係 season11 第1話（2016年4月6日、テレビ朝日） - 上西幸正 役
- 喧騒の街、静かな海（2016年7月18日、NHK総合） - 小山哲男 役
- コールドケース 〜真実の扉〜 第3話（2016年11月5日、WOWOW） - 森亮介 役
- 望郷 「みかんの花」（2016年9月28日、テレビ東京） - 宮下邦和 役
- 君に捧げるエンブレム（2017年1月3日、フジテレビ）
- 嫌われる勇気 第4話（2017年2月2日、フジテレビ） - 狸穴寿也 役
- 北海道警事件ファイル 警部補 五条聖子5 「旭川・美瑛・知床 幻のエゾオオカミの謎」（2017年3月19日、テレビ東京） - 野上雅也 役
- 4号警備 第1話（2017年4月8日、NHK総合） - 広瀬秀嗣 役[18]
- クロスロード 〜声なきに聞き形なきに見よ〜 最終話（2017年7月2日、NHK BSプレミアム） - 出原 役
- NHKスペシャル 戦後ゼロ年 1945－1946　東京ブラックホール（2017年8月20日、NHK総合）
- BS笑点ドラマスペシャル 桂歌丸（2017年10月9日、BS日テレ） - 古今亭伸輔 役
- 刑事ゆがみ 第2話（2017年10月19日、フジテレビ） - 秋山賢治 役[19]
- 科捜研の女 SEASON17 第4話「殺人交響曲」（2017年11月9日、テレビ朝日） - 野々宮樹 役
- ヘヤチョウ（2017年12月17日、テレビ朝日） - 仲島洋一 役
- 平成細雪 第1話（2018年1月7日、NHK BSプレミアム） - 瀬越徹 役
- しんがん〜警視庁お宝捜査（2018年2月18日、テレビ朝日） - 千葉良太 役
- 闇の伴走者〜編集長の条件（2018年3月31日 - 4月28日、WOWOW） - 田村圭 役[20]
- デッドフレイ ～青い殺意～（2018年3月23日、NHK総合） - 大垣優 役
- Missデビル 人事の悪魔・椿眞子 第4話（2018年5月5日、日本テレビ） - 梨木英雄 役
- 記憶（2018年3月 - 6月、フジテレビNEXTライブ・プレミアム） - 御厨航平 役[21]
- GIVER 復讐の贈与者（2018年7月14日　- 9月29日、テレビ東京） - 町田 役[22]
- 直撃!シンソウ坂上 再現ドラマ『母・福田和子』（2018年8月2日、フジテレビ） - おかの 役
- 学校へ行けなかった私が「あの花」「ここさけ」を書くまで（2018年9月1日、NHK BSプレミアム）[23]
- 遺留捜査 第5シリーズ 最終話（2018年9月13日、テレビ朝日）[24] - 小山剛 役
- メゾン・ド・ポリス（2019年1月 - 、TBS） - 牧野尚人 役[25]
- 絶対正義（2019年2月 - 、東海テレビ） - 矢沢剛志 役[26]
- よつば銀行 原島浩美がモノ申す! 〜この女に賭けろ〜 第4話（2019年2月11日、テレビ東京） - 田端章夫 役[27]
- 集団左遷!!（2019年） - 清水修一
- ヴィレヴァン!名古屋が生んだ奇跡のギリギリな物語（2019年5月 - 6月、メ～テレ） - 与田義隆 役
- いのちの再建弁護士 会社と家族を生き返らせる（2019年） - 下辺秘書
- おいしい給食（2019年10月 - 12月、TOKYO MX） - 森山顔太郎 役
- 相棒 season18 第5話「さらば愛しき人よ」（2019年11月6日、テレビ朝日） - 金子慎也
- ミス・ジコチョー〜天才・天ノ教授の調査ファイル〜（2019年） - 若林賢
- 日曜プライム 庶務行員 多加賀主水が許さない3（2019年11月17日、テレビ朝日） - 樋口一郎 役
- 引き抜き屋 〜ヘッドハンターの流儀〜 第2話（2019年11月23日、WOWOW） - 野中晃 役
- 逆転報道の女 FINAL（2019年12月21日、朝日放送） - 鈴木和也（森辺優太） 役
- アロハ・ソムリエ 第1話「男やもめと、かしこい息子」（2019年12月27日、フジテレビ） - 実(みのる)の父 役

#### 2020年代
- 山本周五郎ドラマ　さぶ（2020年1月11日、NHK BSプレミアム） - 和助 役
- 特捜9 season3 第4話（2020年4月29日、テレビ朝日） - 磯山真司 役
- 探偵・由利麟太郎 第4・5話（2020年7月7・14日、フジテレビ） - 志賀笛人 役
- 56年目の失恋（2020年7月11日、NHK BSプレミアム） - 池田敏文 役
- MIU404 第9話（2020年8月21日、TBS） - エトリ / 鴻上悟 役
- 極主夫道（2020年10月11日 -  、日本テレビ） - 遠野誠 役[28]
- ヴィレヴァン2! 〜七人のお侍編〜（2020年10月27日、メ〜テレ） - 与田義隆 役
- 作家刑事 毒島真理（2020年11月30日、テレビ東京） - 班目彬 役[29]
- 世にも奇妙な君物語 第2話「リア充裁判」（2021年3月12日、WOWOW） - 智彦 役
- 再雇用警察官2（2021年6月28日、テレビ東京） - 紺野理一郎 役
- 孤独のグルメ Season9 第6話    （2021年8月14日、テレビ東京） - 息子 役
- 二月の勝者-絶対合格の教室- 第1話・最終話　(2021年10月16日・12月18日、日本テレビ） - 三浦信二 役
- 月曜プレミア8 横山秀夫サスペンス「第三の時効」（2021年11月29日、テレビ東京） - 武内利晴 役
- 福岡恋愛白書17「おはようマドンナ」（2022年3月18日、KBC）
- インビジブル 第7話（2022年5月27日、TBS） - 若槻卓也 役
- 土ドラ「僕の大好きな妻！」（2022年6月4日 - 7月23日） - 温田（発達カフェ店長）役
- シャイロックの子供たち（2022年10月9日 - 11月6日、WOWOW） - 黒田道春 役
- 科捜研の女2022 第1話SP（2022年10月18日、テレビ朝日） - 設楽勉（京都環境生物研究所研究員）役
- 大病院占拠（2023年1月14日 - 3月18日、日本テレビ） - 灰鬼 / 常陸潔 役[30]
- 特捜9 season6 第5話（2023年5月3日、テレビ朝日） - 小田嶋博史 役
- ダブルチート 偽りの警官 Season1 第2話（2024年5月3日、テレビ東京・WOWOW） - 御子柴武則 役[31]
- パンドラの果実〜科学犯罪捜査ファイル〜 最新章SP （2024年6月16日、日本テレビ）[32]
- 私をもらって 〜追憶編〜（2024年7月6日 - 8月31日、日本テレビ） - 宮本正則 役[33]
- 五十嵐夫妻は偽装他人（2025年1月9日 - 3月27日、テレビ東京） - 竹橋宗平 役[34]
- 相続探偵 第9話・最終話（2025年3月22日・29日、日本テレビ） - 煤田公明 役[35]
- DOCTOR PRICE（2025年7月6日 - 、読売テレビ・日本テレビ） - 塚田明 役[36]
- スティンガース 警視庁おとり捜査検証室（2025年7月22日 - 、フジテレビ） - 石嶺誠太 役[37]

### 配信ドラマ
- birds[38]（2005年、NETCINEMA.TV） - 五十嵐直也 役
- 10年レター（2005年10月23日- 配信、日本郵政公社） - 加賀美光 役
- ピュア（2006年、SEEDコンタクトレンズ）
- ココダケノハナシ 第4話「美味しいコーヒー」（2008年、短編.jp）
- 特命係長 只野仁 AbemaTVオリジナル 第1話(通算第42話)「誘う女」（2017年1月7日配信、AbemaTV） - 真野 役
- 銭形警部 真紅の捜査ファイル　最終話（2017年2月10日配信、Hulu）
- 左ききのエレン 特別編　がんばったで賞なんてないんだから（2019年12月25日配信、U-NEXT） - 五十嵐 役
- 戦国サウナ（2023年11月13日配信、YouTube） - 明智光秀 役[39]
- パンドラの果実〜科学犯罪捜査ファイル〜 Season3 第3話（2024年6月30日、Hulu） - 総曲輪悟 役[32]
- 余命一年の僕が、余命半年の君と出会った話。（2024年6月27日、Netflix）[40]

### 舞台
- バット男（2004年10月、シアターサンモール） - 博之 役
- 箱の中の女（2008年12月、シアター・ドラマシティ/シアターコクーン）
- まつもと市民芸術館芸術監督　串田和美プロデュース2009 エドワード・ボンドの『リア』（2009年11月 - 12月、シアタートラム ほか）
- 劇団、本谷有希子「甘え」（2010年5月 - 6月、青山円形劇場）
- 十三人の刺客（2012年8月、赤坂ACTシアター/大阪新歌舞伎座） - 出口源四郎 役
- 「金閣寺」宮本亜門演出（2014年4月、赤坂ACTシアター）
- こゆび侍「やぶれた虹のなおしかた」（2015年6月、下北沢駅前劇場）
- 誤解（2018年10月4日 - 21日、新国立劇場小劇場） - ジャン 役[41]
- 今、出来る、精一杯。｜月刊「根本宗子」第17号（2019年12月13日 - 19日、新国立劇場中劇場）[42]

### オーディオブック
- 秒速5センチメートル 第1話「桜花抄」・第3話「秒速5センチメートル」（2018年10月5日 - 配信、Audible） - 遠野貴樹 役[43]

### ラジオドラマ
- 青春アドベンチャー　オーディオドラマ（NHK-FM）
  - レッドレイン（1998年9月28日 - 10月9日） - ショウ 役[44]
  - 神南の母の備忘録　第2話「アイドル☆スター」(2010年12月21日）[45]
- 円都通信　SEEDS OF MOVIES「少女毛虫」（2004年9月9日 - 、TOKYO FM） - 平田亨 役
- FMシアター　オーディオドラマ（NHK-FM）
  - 月の記憶（2005年11月19日） - 水町豊 役[46]
  - 密航者たち（2009年2月21日）[47]
  - 手の中のコスモス（2009年6月27日） - ヒデオ 役[48]
  - 空に近いアクアリウム（2010年2月20日）[49]
  - ひとつきの楽園（2010年11月20日）[50]
  - よろしく「ちゃんぽん係長」（2013年5月18日）[51]
  - 逆回りのお散歩（2013年12月14日）[52]
  - 良い子、母になる（2020年5月9日）[53]
  - ロゼットの朝（2023年2月11日） - 加賀 役[54]
  - マイリバー、マイライフ（2025年6月14日） - ゼン 役[55]
- ラジオシアター〜文学の扉　夕靄の中（2019年11月24日 - 12月1日、TBSラジオ）

### PV
- 浜田省吾「I am a father」（2005年）
- MCU feat. Ryoji「いいわけ」（2005年）
- 風味堂「愛してる」（2006年）
- 超特急「Yell」（2016年）

### CM
- JR東日本「Suica」（2001年）
- 明星食品「明星一平ちゃん 夜店の焼きそば」（2002年）
- au by KDDI「ムービーメール『お見合い篇』」（2003年）
- ポケットバンク（2003年）
- 富久娘酒造「香りのお酒」（2003年） - 恋人・ヒロシ 役
- NTTdocomo 国際電話サービス（2003年）『ローミング篇』
- セブンイレブン・ジャパン（2004年）『あったらいいな 元気篇』『あったらいいな 777篇』
- ヤマハ発動機「グランドマジェスティ」（2004年） - 『仲なおり篇』夫 役
- JT「Roots アロマブラック」（2005年）
- ケンタッキーフライドチキン「1000円パック」（2006年）
- リクルート「タウンワーク」（2008年）
- TSUTAYA DISCAS（2008年）
- NTTコミュニケーションズ「OCN」（2008年）
- キリンビール「キリン休む日のAlc.0.00%」（2010年）
- リクルート「SUUMO」（2010年）
- ブリヂストン（2011年 - ）『TAIYA CAFE篇』
- セディナ「セディナカード」（2011年）
- 日清食品「日清焼そばU.F.O.」（2012年）
- 花王「ピュオーラ」（2018年2月 - ） - ヤス 役[56]
- 東京海上日動「トータルアシスト自動車保険」（2022年8月 - ）[57]